# 恰姆巴
恰姆巴（Chamba），是印度喜马偕尔邦Chamba县的一个城镇。总人口20312（2001年）。

## 人口
该地2001年总人口20312人，其中男性10602人，女性9710人；0—6岁人口2107人，其中男1104人，女1003人；识字率81.03%，其中男性为84.63%，女性为77.09%。